# Хейджермэн, Герберт Джеймс
Герберт Джеймс Хэйджермэн (англ. Herbert James Hagerman; 15 декабря 1871 — 28 января 1935) — американский адвокат, 17-й губернатор территории Нью-Мексико.

## Ранняя жизнь
Хэйджермэн родился в Милуоки, штат Висконсин, в семье промышленника Джэймса Джона Хэйджермэна. В 1881 году вместе с семьёй переехал жить в Европу, а в 1884 году вернулись в США и поселились в Колорадо-Спрингс, штат Колорадо. В подростковом и студенческом возрасте работал на нескольких низких должностях в компаниях своего отца, в том числе на ранчо, которое было расположено недалеко от Розуэлла, территория Нью-Мексико.

## Образование
В 1890 году Герберт поступил в Корнеллский университет на юридический факультет. В 1894 году закончил обучение, получил юридическое образование и стал членом Общества Каппа Альфа. Получив диплом адвоката, в 1896 году занялся юридической практикой в Колорадо, где находились горнодобывающие предприятия отца.

## Карьера
В 1898 году по рекомендации Эдварда Оливера Уолкотта был назначен вторым секретарём посольства США в Российской империи. Работал в тесном сотрудничестве с послом Итаном Алленом Хичкоком, которого впечатлил своими способностями и стремлением остановить расточительство и коррупцию, а позже с Шарлемеином Тауэром. В 1901 году Герберт вернулся в США и поселился в Розуэлле, у своих родителей, где работал над проектом ирригации Пекоса. В 1903 году стал членом Совета управляющих Нью-Мексико на Выставке «Покупка Луизианы».
В 1904 году стал заместителем делегата на Республиканском национальном съезде.

### Губернатор Нью-Мексико
В 1906 году президент Теодор Рузвельт старался искоренить политическую коррупцию, которая процветала в Нью-Мексико. Хичкок, помня о способностях Герберта и зная о его связях в Нью-Мексико, предложил его кандидатуру на пост губернатора. 10 января 1906 года Рузвельт назначил Хэйджермэна губернатором Нью-Мексико.
На своём посту Герберт столкнулся с сильной оппозицией со стороны политической элиты Нью-Мексико, которая развернула против него масштабную кампанию и сумела заблокировать большинство предложенных им реформ. Лидеры политического истеблишмента представили Рузвельту длинный список обвинений против Хэйджермэн, что в конечном итоге привело 3 мая 1907 года к его отставке, даже многочисленные письма и телеграммы в поддержку последнего не поменяли решения президента.

### Дальнейшая карьера
После отставки вернулся в Розуэлл на ранчо «Southspring». В 1909 году после смерти отца стал президентом компании «Southspring Ranch and Cattle Company». Несмотря на отстранение  с должности губернатора Нью-Мексико, продолжил участвовать в общественной и политической жизни, организовав первые выборы в Нью-Мексико, став президентом Ассоциации налогоплательщиков Нью-Мексико и председателем Специальной комиссии по доходам Нью-Мексико. С 1923 по 1931 год был федеральным уполномоченным по делам племени навахо в Навахо-Нейшен, где после обнаружения нефти организовал продажу нефтянных лицензий на публичных аукционах. В этом промежутке времени, в 1924 году Герберт стал членом Совета по землям индейцев пуэбло, созданный для разрешения земельных споров, где проработал до 1933 года.

## Смерть
Хэйджермэн умер в Санта-Фе, штат Нью-Мексико, 28 января 1935 года и был похоронен на кладбище Форест Хоум в Милуоки, штат Висконсин. Герберт никогда не был женат и не имел детей.

## Примечание
1. 1 2 3 4  Collection: James John Hagerman Family papers | New Mexico Archives Online. nmarchives.unm.edu. Дата обращения: 28 марта 2023. Архивировано 5 февраля 2023 года.
2. ↑  Fayette Alexander Jones. New Mexico Mines and Minerals ...: Being an Epitome of the Early Mining History and Resources of New Mexican Mines, in the Various Districts, Down to the Present Time .... — New Mexican printing Company, 1904. — 392 с.